# Наварро-и-Рамирес де Арельяно, Фелисиано
Фелисиа́но Нава́рро-и-Рами́рес де Арелья́но (исп. Feliciano Navarro y Ramirez de Arellano; 8 января 1872, Мадрид, Испания — 1948) — испанский государственный деятель. Депутат Конгресса Испании от провинции Альмерия.

## Биография
Родился 8 января 1872 года в Мадриде. Учился на факультете философии и литературы Центрального университета.
Проживал в Пурчене, откуда и баллотировался в Конгресс от провинции Альмерия. В сентябре 1905 года он был избран депутатом Конгресса, но 14 февраля 1906 года результаты выборов были признаны недействительными и Фелисиано Наварро лишился своего поста.